# California Street
California Street è una larga arteria di San Francisco, in California. Un tratto di questa strada, da Van Ness Avenue alla 32ª Avenue, comprendeva l'ultimo tratto dell'allineamento del 1928 della Lincoln Highway, la prima strada che ha attraversato l'America.

## Caratteristiche
California Street è una delle più lunghe ed importanti strade di San Francisco, lunga 8,4 km, ha un percorso da est ad ovest (dal Financial District all'angolo nord-ovest della città). Inizia esattamente all'intersezione tra Market Street e Spear Street, accanto all'Hyatt Regency Embarcaredo Center, costeggia il San Francisco Ferry Building, e dopo attraversa Nob Hill, Lower Pacific Heights, Laurel Hights, ed il Lake District. In seguito la strada fa una leggera curva all'incrocio tra Cornovaglia Street e la 7ª Avenue, costeggia Presidio e attraversa Richmond fino alla 32ª Avenue.
Ha da quattro a sei corsie per tutta la sua lunghezza, e una funivia nella parte orientale da Market a Van Ness Street.